# الإعاقة في تونغا
وفقًا لمسح أجرته جمعية الصليب الأحمر في تونغا بالتعاون مع لجنة الاستشارات المعنية بالإعاقة، هناك حوالي 2,782 شخصًا من ذوي الإعاقة في تونغا، أي ما يعادل نحو 2.8% من إجمالي عدد السكان.

## التاريخ
وقّعت تونغا على اتفاقية حقوق الأشخاص ذوي الإعاقة في عام 2007، إلا أنها لم تصدّق عليها حتى الآن.
وتُشير تقارير محلية ودولية إلى أن الأطفال ذوي الإعاقة في تونغا يواجهون تحديات متعددة في مجالات التعليم والرعاية الصحية والدمج المجتمعي، كما يعانون من ضعف التشريعات الفعالة التي تكفل حقوقهم.

## التصنيفات
وفقًا لإحصائية تعود لعام 1996، توزعت الإعاقات في تونغا كما يلي:
- إعاقة عقلية: 43.8%
- إعاقة فكرية: 24.6%
- إعاقة جسدية: 14.5%
- إعاقة سمعية: 8.9%
- إعاقة بصرية: 5.4%
- إعاقات أخرى: 2.8%

## جهود ومبادرات
رغم التقدّم المحدود، بدأت منظمات المجتمع المدني بالتعاون مع الجهات الحكومية بتنفيذ برامج تهدف إلى تحسين أوضاع الأشخاص ذوي الإعاقة، بما في ذلك:
- رفع الوعي المجتمعي حول قضايا الإعاقة
- إنشاء قاعدة بيانات وطنية
- تدريب المعلمين على التعليم الشامل
- دعم المشاركة الرياضية من خلال الألعاب البارالمبية